# زن‌باره (ترانه)
«زن‌باره» (به انگلیسی: Womanizer) نام آهنگی از خواننده و آهنگ‌ساز پاپ آمریکایی بریتنی اسپیرز است که به عنوان اولین تک‌آهنگ از آلبوم سیرک در تاریخ ۲۶ سپتامبر ۲۰۰۸ به فرمت دیجیتال دانلود به بازار عرضه شد. این آلبوم پس از عرضه با نظر مثبت همگان همراه شد و در کشورهای بلژیک، کانادا، دانمارک، فنلاند، فرانسه، نروژ، سوئد و آمریکا در بین ترانه‌های برتر قرار گرفت.
این ترانه در کشور آمریکا پس از اولین ترانه بریتنی با نام ... عزیزم یک بار دیگر بهترین فروش را به میزان ۵ میلیون و صد هزار نسخه به همراه داشت. موزیک ویدئو این کار به نوعی برگفته از موزیک ویدئو «سمی» بوده‌است. این ترانه برنده بهترین موسیقی پاپ در سال ۲۰۰۹ نیز شد.